# 希德勒 (印地安納州)
希德勒（英語：Shideler）是位於美國印地安納州特拉華縣的一個非建制地區。該地的面積和人口皆未知。

## 地理
希德勒的座標為40°18′22″N 85°21′35″W / 40.30611°N 85.35972°W，而該地的平均海拔高度為279米（即915英尺）。